# Calling All Cars!
Calling All Cars! — litt., « Appel à toutes les voitures ! » — est un jeu vidéo de combat motorisé multijoueur codéveloppé par Incognito Entertainment et Eat Sleep Play édité par Sony Computer Entertainment en 2007 sur PlayStation 3. Le jeu a été conçu par David Jaffe. Le jeu a été commercialisé à prix réduit en téléchargement sur le PlayStation Network.

## Système de jeu
Calling All Cars! propose un gameplay au principe simple et à la prise en main immédiate. Le joueur contrôle un véhicule et le but est d'attraper un prisonnier évadé et de le ramener derrière les barreaux, au nez et à la barbe de ses trois adversaires, qui veulent en faire autant. Il y a plusieurs endroits où rapporter le criminel (la prison, les fourgonnettes ou l'hélicoptère), les lieux les plus difficiles à atteindre rapportent davantage de points. Dès qu'un criminel est coffré, un autre apparaît immédiatement sur l'aire de jeu et une autre course poursuite s'engage.
Chaque partie dure un temps imparti, généralement moins d'une dizaine de minutes. En cas d'égalité de point à la fin du compte à rebours, une prolongation d'une minute est établie et ainsi de suite, jusqu'à ce qu'un joueur parvienne à se détacher au tableau des scores.
La voiture 'maître' (celle qui contient le bandit) se distingue des voitures 'poursuivantes' par la présence d'un gyrophare et d'une sirène. Si le malfrat est situé hors du champ vision du joueur (qu'il soit encore libre ou déjà dans un véhicule adverse), une flèche positionnée au bord de l'écran indique sa direction.
Pour attraper le fugitif, il faut d'abord le percuter, ce qui le projette dans les airs, puis positionner son véhicule à proximité du point de chute pour l'embarquer. La méthode est la même pour subtiliser le criminel détenu par un concurrent, si ce n'est qu'il faut tamponner la voiture adverse à vive allure.
Des icônes bonus sont disposés ici ou là sur l'aire de jeu. Ils permettent de récupérer une arme au hasard, parmi les trois proposées : missile téléguidé, marteau géant et aimant longue portée. Le missile téléguidé poursuit un adversaire sur une grande distance tandis que le marteau géant génère une onde de choc aux alentours. Dans les deux cas, si la voiture maître est atteinte, le prisonnier se retrouve projeté dans les airs, remettant en jeu les rôles de chacun (le joueur à l'origine du tir a généralement un avantage sur les autres). L'aimant à longue portée permet d'aspirer directement le malfrat dans sa propre voiture : le joueur doit pour cela réussir à l'orienté pendant deux à trois secondes d'affilée en direction de la voiture maître. Seuls les poursuivants peuvent disposer des armes.
Chaque voiture embarque une réserve de nitro qui permet de booster la vitesse du véhicule sur une courte distance. Après chaque utilisation, un laps de temps est nécessaire avant que la jauge de nitro ne se recharge. Le véhicule peut aussi effectuer un saut afin d'éviter une voiture adverse, un missile téléguidé, l'onde de choc du marteau ou simplement contourner un obstacle de l'aire de jeu.
Une fois le criminel récupéré, le joueur doit se diriger vers l'un ou l'autre des points de sortie en évitant les embûches dressées par ses poursuivants.
Si un joueur garde trop longtemps le malfrat sans être pour autant en mesure d'atteindre un objectif, celui-ci finit par s'échapper automatiquement.

## Réalisation
Les graphismes sont réalisés dans un style cartoon selon la technique du cel-shading. Chaque décor est en partie destructible.

## Réactions
1UP.com 8.3/10 - GameSpot 6.7/10 - IGN 8.5/10 - PlayStation - Le Magazine Officiel 15/20

## Équipe de développement
Principaux postes :
- Producteur, game designer : Scott Campbell
- Directeur de jeu, game designer (principal) : David Jaffe
- Directeur créatif : Kellan Hatch
- Directeur technique : Randy Zorko

David Jaffe est connu pour être le créateur de la série God of War. Avec le studio Incognito Entertainment, il a déjà travaillé sur la série de jeux de combat motorisé Twisted Metal.